# Alf Landén

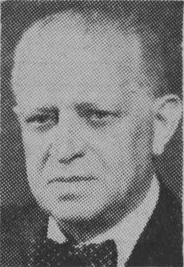
Alf Landén

Alfred "Alf" Landén, född 28 juni 1876, död 21 maj 1959, var en svensk arkitekt.

## Biografi
Landén anställdes kring 1906 på Lidingö villastads kontor. Han drev därefter egen verksamhet tillsammans med Nils Åström. I tävlingen som 1906 föregick byggandet av Engelbrektskyrkan i Stockholm belönades han med inköp. Han vann första pris i tävlingen kring Svenska kyrkan i Paris 1909, men hans förslag utfördes aldrig.
Han medverkade i Isak Gustaf Clasons bok Svenska allmogehem (1909) och publicerade tillsammans med Jacob J:son Gate Några hem (1908).

## Verk i urval

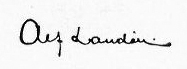
Ritningssignatur, 1909

- Hallbyggnad åt Lidingö elektricitetsverk vid Kyrkviken 1909.
- Klockargårdens skola, Lidingö, 1911[4]
- Handelshuset Saltsjöbaden på Neglingevägen 33 i Saltsjöbaden 1911.
- Villa Ullvi åt överste Gustaf Leksell, Strängnäs 1912-1913. (byggnadsminne sedan 1989)[5]
- Tysta skolan, Lidingö. 1912[6]
- AGA-fabriken, Lidingö 1912-1915.
- Centralpalatset, bostadshus- och affärshus, kv. Vasa nr 1, Lidingö 1912.
- Kullagerfabrik för Grönkvists Mekaniska Verkstad, Katrineholm, 1913[7]
- Villor, speciellt i Lidingö villastad där han satt i ledningen.
- Villor i Storängen, Nacka, såsom Villa Wallbeck-Hallgren
- Kv. Albion, Gävle (Storgård) 1917.

## Bilder

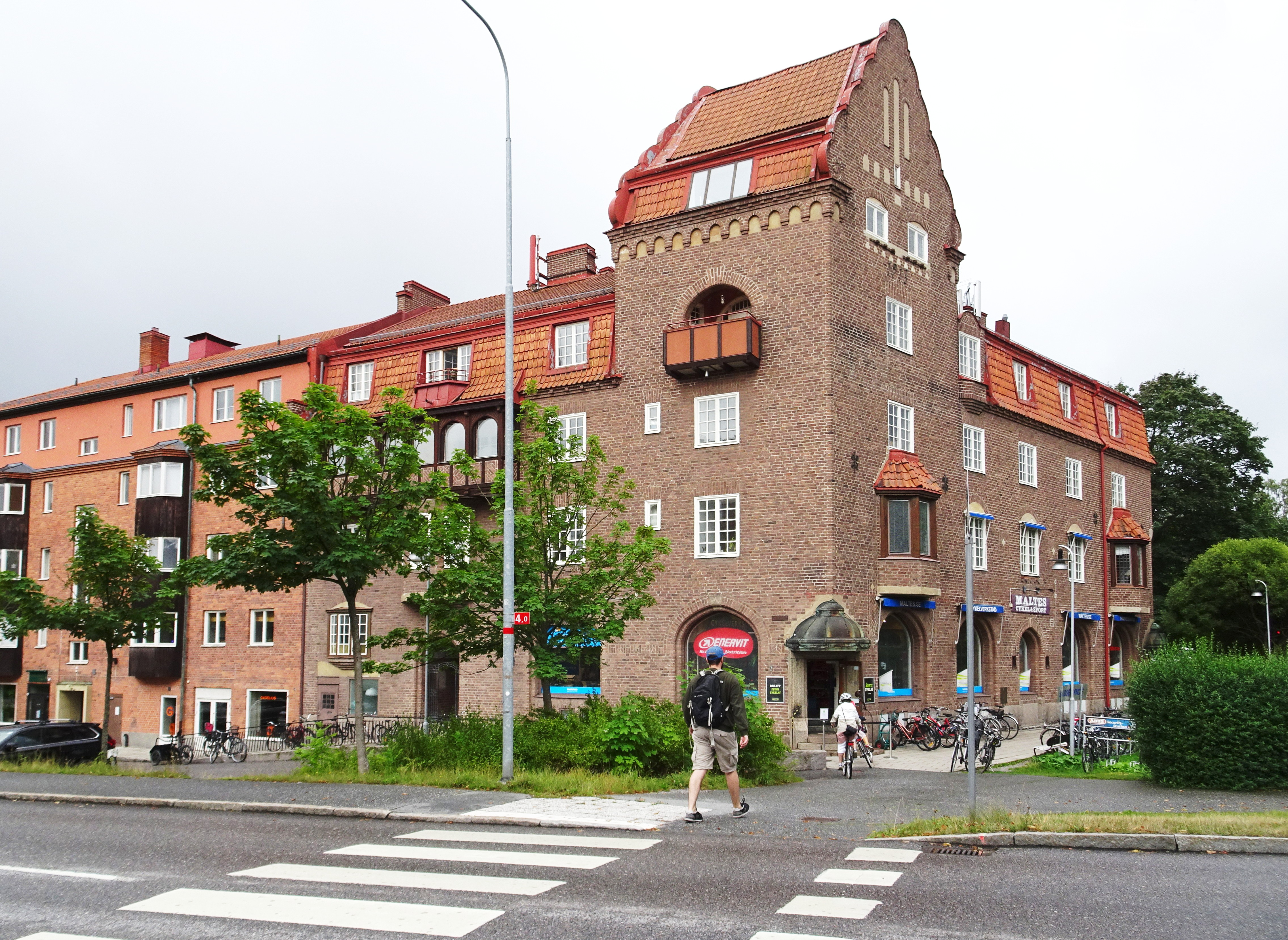
Centralpalatset, Lidingö
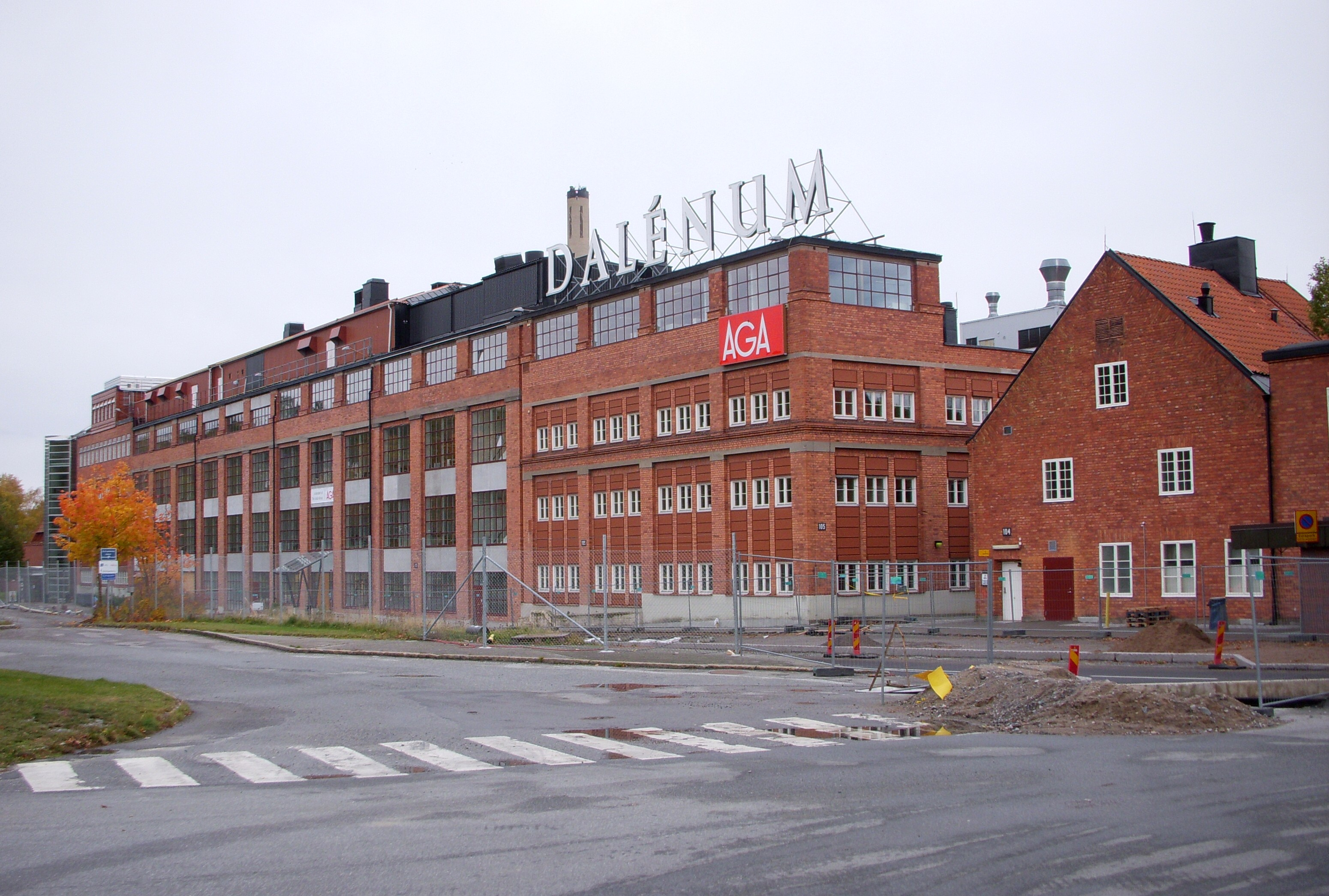
AGA-fabriken, Lidingö
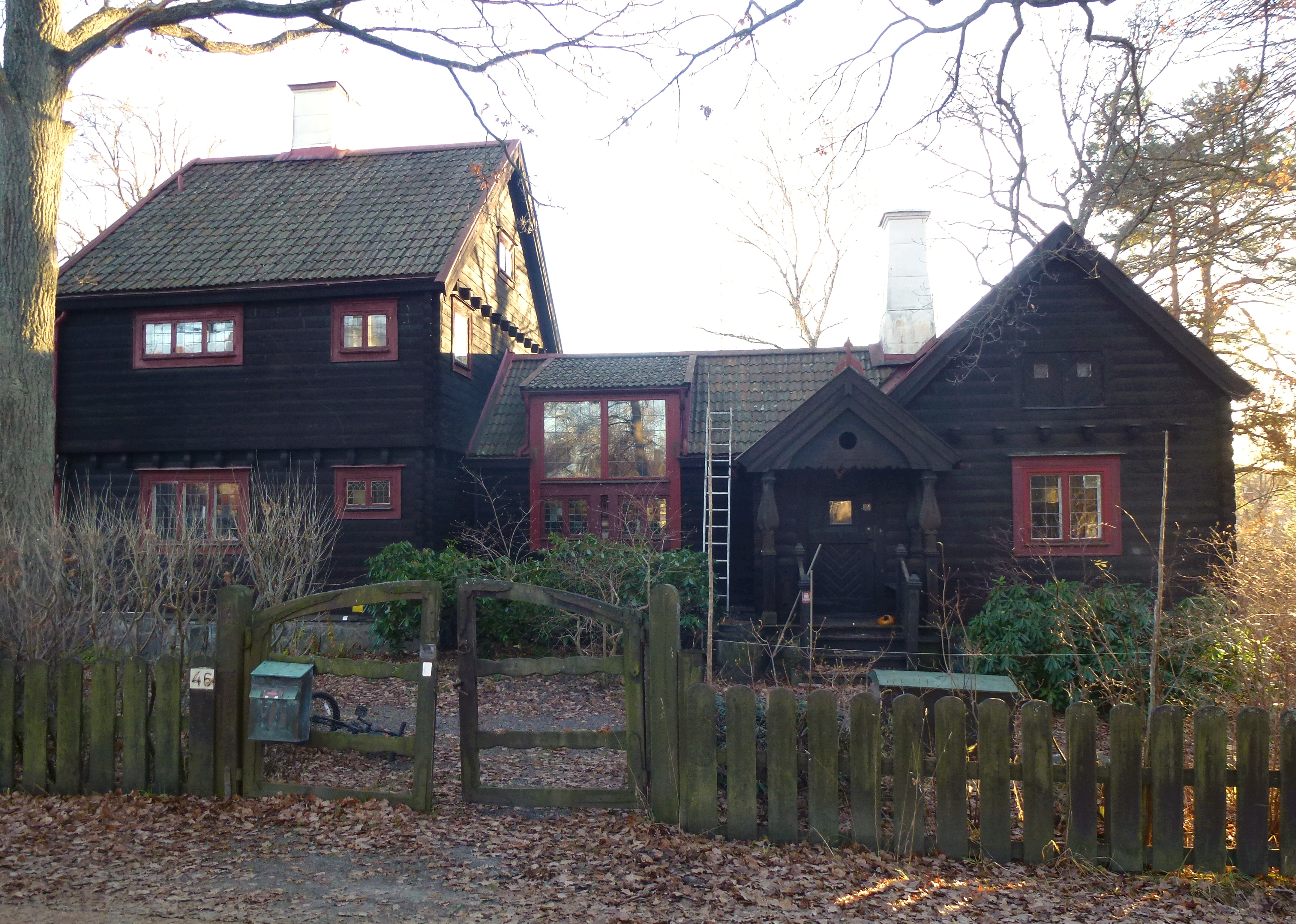
Villa Wallbeck-Hallgren, Storängen
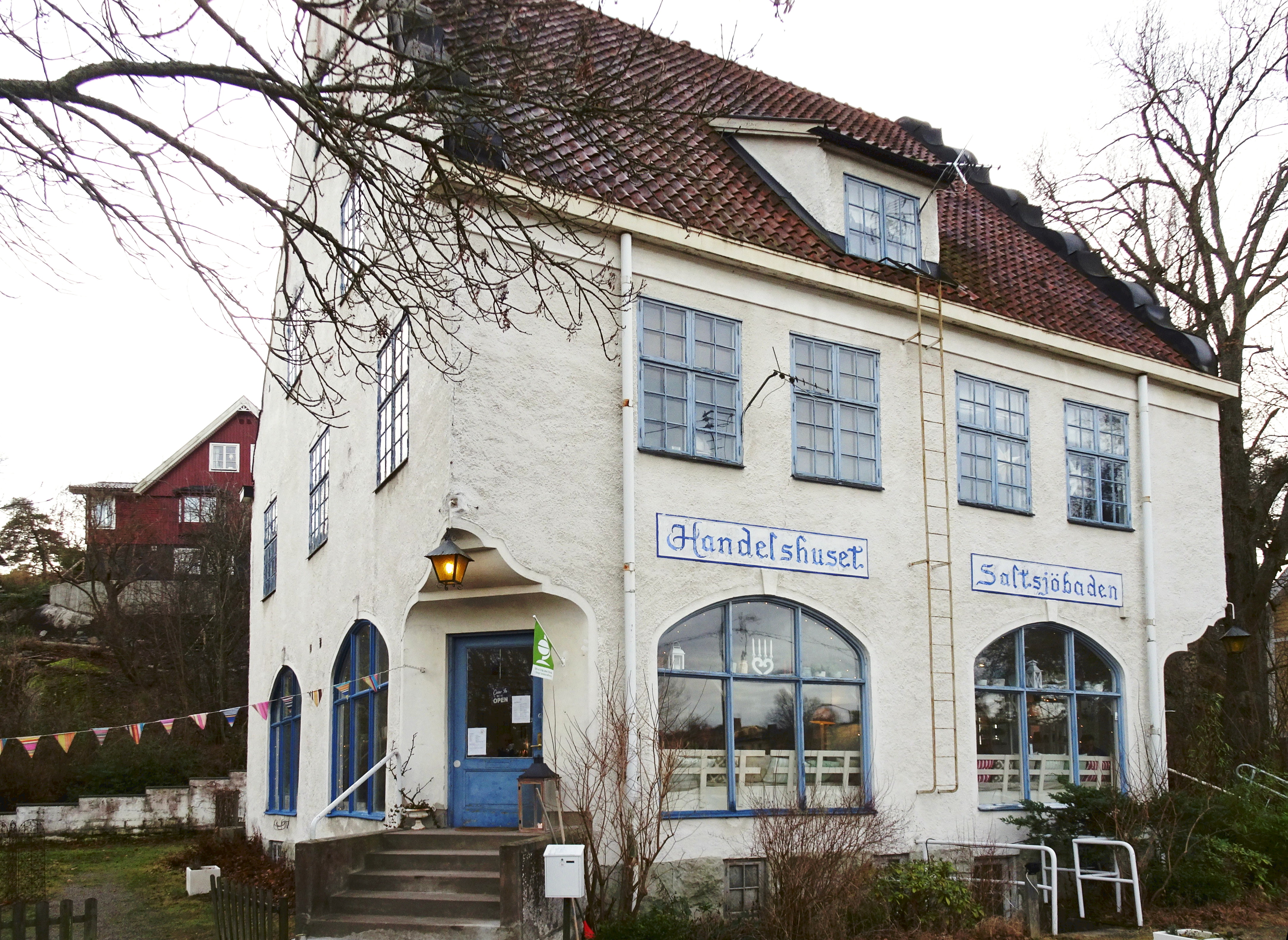
Handelshuset Saltsjöbaden.
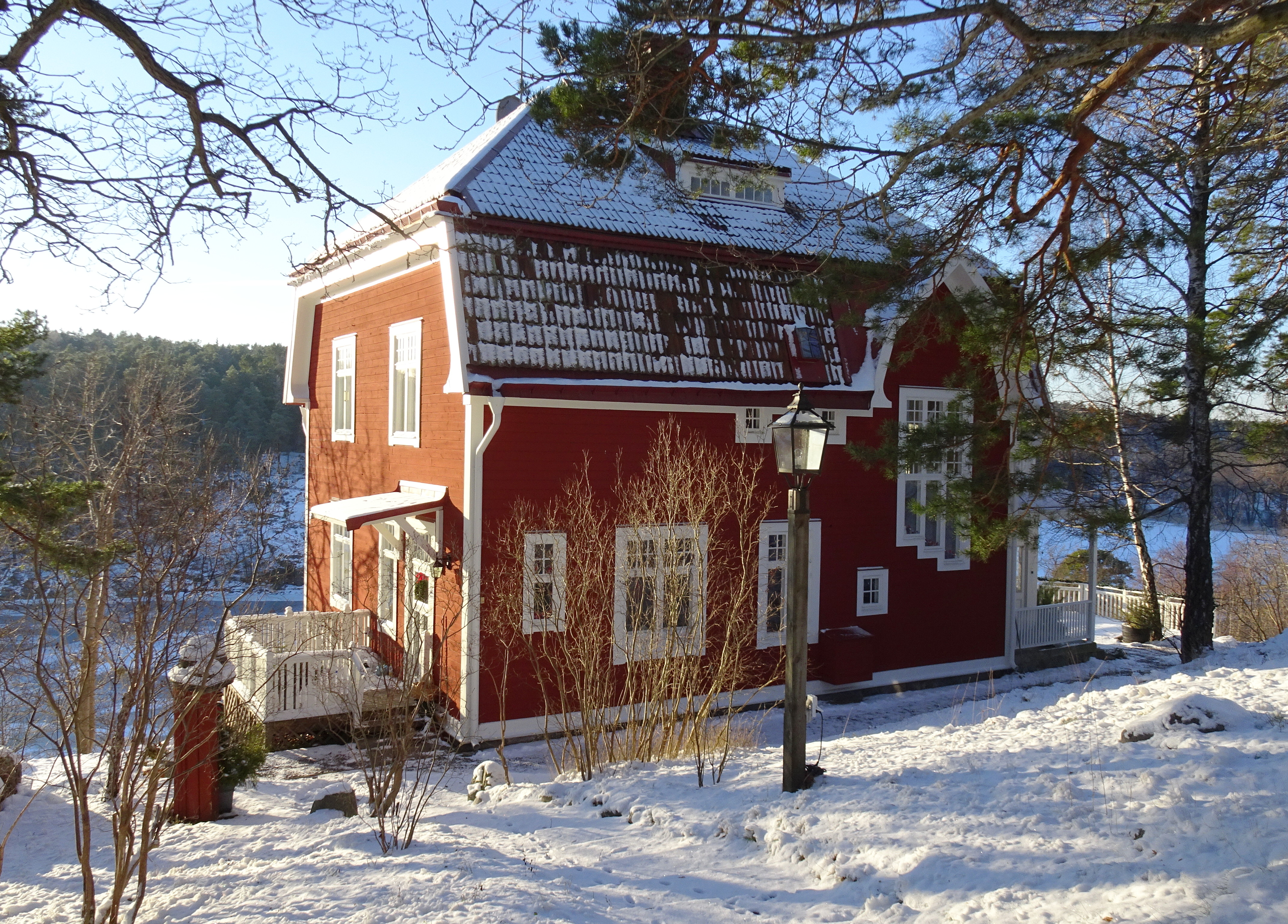
Villa Renius, Saltsjöbaden